# Riquet à la houppe
Riquet à la houppe è un cortometraggio muto del 1908 diretto da Albert Capellani. Prodotto e distribuito dalla Pathé Frères, il film - che durava circa nove minuti - aveva come interprete Georges Monca.